# Võhandu jõe ürgoru
Võhandu jõe ürgoru este o arie protejată (arie specială de conservare — SAC, sit de importanță comunitară — SCI) din Estonia întinsă pe o suprafață de 249,6 ha, integral pe uscat.

## Localizare
Centrul sitului Võhandu jõe ürgoru este situat la coordonatele 57°58′31″N 27°13′07″E / 57.9752°N 27.2187°E.

## Înființare
Situl Võhandu jõe ürgoru a fost declarat sit de importanță comunitară în aprilie 2004 pentru a proteja 3 specii de animale. Situl a fost protejat și ca arie specială de conservare în septembrie 2005.

## Biodiversitate
Situată în ecoregiunea boreală, aria protejată conține 5 habitate naturale: Cursuri de apă de la nivel de câmpie la nivel montan, cu vegetație Ranunculion fluitantis și Callitricho-Batrachion, Pajiști fino-scandinave uscate până la mezice, bogate în specii de altitudine mică, Pajiști aluvionare boreale nordice, Izvoare fino-scandinave și mlaștini produse de izvoare bogate în minerale, Pante stâncoase silicioase cu vegetație casmofită.
La baza desemnării sitului se află mai multe specii protejate:
- nevertebrate (1): Unio crassus
- pești (2): zvârluga (Cobitis taenia), zglăvoacă (Cottus gobio)